# Ponto de Equilíbrio (banda)
Ponto de Equilíbrio é uma banda de reggae brasileira. Atualmente formado por Hélio Bentes (vocal), Márcio Sampaio (guitarra), Pedro ‘Pedrada’ Caetano (baixo), Lucas Kastrup (bateria), Marcelo Campos (percussão) e Tiago Caetano (teclado), o grupo surgiu na cidade do Rio de Janeiro, no bairro de Vila Isabel em 1999.

## História
Nascida em 1999, em Vila Isabel, a banda Ponto de Equilíbrio surgiu do encontro de oito músicos. Ponto de Equilíbrio se tornou uma das principais bandas de reggae do Brasil. A banda iniciou tocando para um público jovem em praias e bares do Rio de Janeiro, mais tarde iniciou sua trajetória de apresentações pelo Brasil, sendo em São Paulo onde ganhou grande público. As letras, compostas pelos próprios integrantes, transmitem mensagens de igualdade, amor e justiça, de acordo com a filosofia rasta. O som conta com influências de dub e samba e de alguns ritmos regionais como a capoeira de Angola, o maculelê e o maracatu. O nome da banda surgiu como o equilíbrio entre o céu e a terra, o positivo e o negativo, o bem e o mal. Em 2004, a banda lançou o álbum Reggae a Vida com Amor. As músicas "Aonde vai chegar? (Coisa Feia)", Árvore do Reggae e Ponto de Equilíbrio fazem parte do primeiro CD do octeto que foi um lançamento independente com mais de 50 mil cópias vendidas. Em 2012, começam gravar o primeiro DVD da banda Juntos Somos Fortes Ao Vivo. Em 2013 a banda lança seu primeiro DVD ao vivo gravado no Rio de Janeiro na casa de eventos Circo Voador cantando os maiores sucessos da banda e lançando também sua nova música, Estar com você. O DVD também contou com participações especiais do cantor Marcelo D2 e do baixista da banda O Rappa, Lauro Farias .

## Integrantes
- Hélio Bentes - vocal
- Márcio Sampaio - guitarra
- Pedro ‘Pedrada’ Caetano - baixo
- Lucas Kastrup - bateria
- Marcelo Campos - percussão
- Tiago Caetano - teclado

Ex-integrante
- André Sampaio ' guitarra

## Discografia

### Álbuns de estúdio
- Reggae a Vida com Amor (2004)
- Abre a Janela (2007)
- Dia após dia Lutando (2010)
- Essa é a Nossa Música (2016)

### Álbuns ao vivo
- Juntos Somos Fortes Ao Vivo (2013) (DVD)
- Ao vivo no Festival República do Reggae (2018) (DVD)